# Miconia hookeriana
Miconia hookeriana är en tvåhjärtbladig växtart som beskrevs av José Jéronimo Triana. Miconia hookeriana ingår i släktet Miconia och familjen Melastomataceae. Inga underarter finns listade i Catalogue of Life.